# Кошікі-2
Експериментальний винищувач Кошікі-2 (яп. 校式二型試作戦闘機, Кошікі Ніґато Шічіку Сенто: кі) — японський прототип винищувача для Імперської армії Японії створений при дослідницькому відділі Льотної школи Токородзава.

## Історія
В 1920 році дослідницький відділ при Льотній школі Токородзава почав новий проєкт винищувача, який мав бути повністю японським дизайном. Хоча проєктування справді проводилось з нуля до уваги були взяті кращі впровадження в імпортних винищувачах, зокрема Salmson 2 і SPAD S.XIII. В групу дизайнерів ввійшли майор Акіра Мацуї (відповідав за аероплан), майор Шуджіро Іто (обладнання), майор Шіґео Шібуя (двигун) та інженер Шухей Івамото (експериментальна секція). Від Salmson 2 було запозичено дизайни капота і кріплення двигуна, а крила, фюзеляж і шасі були схожі на «SPAD». Відмінними особливостями була одна масивна І-подібна перетинка між крилами й суцільна горизонтальна хвостова поверхня.
Перший прототип завершили в 1922 році, і він піднявся в повітря з лейтенантом Кавайда за кермом. Під час початкових випробувань «Кошікі-2» досяг максимальної швидкості у 260 км/год і загалом мав гарні льотні характеристики, окрім стабільності навколо повздовжньої осі. Це було особливо відчутно під час зльоту і посадки, і пізніше цей недолік приписали недосконалому горизонтальному стабілізатору. Під час завершення свого четвертого польоту «Кошікі-2» виїхав за кінець злітної смуги та врізався в перешкоди.
Ця аварія зруйнувала літак, але через перспективу дизайну був замовлений другий прототип. Його завершили в 1923 році й він використовувався для тестувань, але в серійне виробництво «Кошікі-2» не було запущено.

## Тактико-технічні характеристики
Дані з Japanese Aircraft 1910—1941

## Технічні характеристики
- Екіпаж: 1 особа
- Довжина: 6,6 м
- Висота: 2,4 м
- Розмах крил: 10 м
- Площа крил: 20 м²
- Маса пустого: 650 кг
- Маса спорядженого: 950 кг.
- Навантаження на крило: 47,5 кг/м²
- Двигун: 9-циліндровий радіальний двигун Salmson 9Z водяного охолодження
- Потужність: 150—165 к.с. к. с.
- Гвинт: Дволопатевий дерев'яний гвинт
- Питома потужність: 4,13 кг/к.с.

### Льотні характеристики
- Максимальна швидкість: 260 км/год
- Тривалість польоту: 2 години
- Швидкість набору висоти 2000 м: 9 хвилин
- Практична висота: 6200 м

### Озброєння
- 2 х 7,7-мм курсові кулемети в фюзеляжі